# Paul Schäfer (Mediziner)

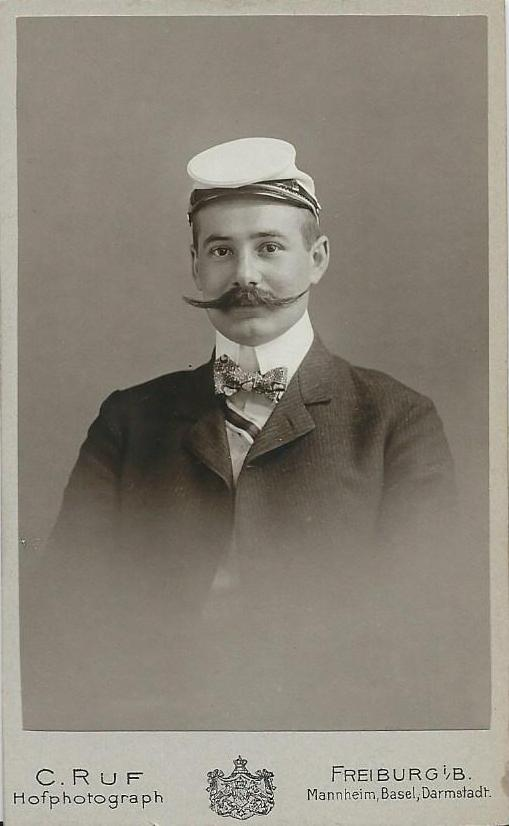
Schäfer als Hessen-Preuße (1904)

Karl August Paul Schäfer (* 17. November 1881 in Berka/Werra; † 5. April 1965 in Berlin-Tiergarten) war ein deutscher Gynäkologe und Hochschullehrer.

## Leben
Paul Schäfer studierte an der Albert-Ludwigs-Universität Freiburg Medizin. 1902 wurde er im  Corps Hasso-Borussia Freiburg recipiert. Nach Abschluss des Studiums und Promotion zum Dr. med. wurde er Assistent und später Oberarzt bei Karl Franz und Ernst Bumm. 1916 erfolgte in Berlin seine Habilitation und Ernennung zum Privatdozenten. 1921 wurde er zum außerordentlichen Professor für Geburtshilfe und Gynäkologie und 1939 zum apl. Professor  berufen. 1948 wurde er zum Professor an der Freien Universität Berlin ernannt. Von 1924 bis 1953 war er Ärztlicher Direktor des Krankenhauses für Geburtshilfe und Frauenleiden Berlin-Charlottenburg, das er nach der Gründung der Freien Universität Berlin zur Universitätsklinik ausbaute. Schäfer publizierte zu gynäkologisch-operativer Technik, Karzinombestrahlung und Puerperalfieber.

## Ehrungen
- 1952: Verdienstorden der Bundesrepublik Deutschland, Verdienstkreuz (Steckkreuz)[4]